# زاون ایشخانیان
زاون وارطانی ایشخانیان (ارمنی: Զավեն Վարդանի Իշխանյան؛ زادهٔ ۱۴ آوریل ۱۹۴۱) یک  سیاستمدار اهل ارمنستان است که از تاریخ ۱۹۹۰ تا تاریخ ۱۹۹۵ سمت نمایندگی دوره اول شورای عالی جمهوری ارمنستان را برعهده داشت.

## زندگی‌نامه
در ۱۴ آوریل ۱۹۴۱ در ارمنستان به دنیا آمد . 